# A Voz de Loulé
A Voz de Loulé é um periódico publicado na cidade de Loulé, na região do Algarve, em Portugal. Foi fundado em 1952 por José Maria da Piedade Barros.

## História
A primeira edição do jornal foi publicada em 1 de Dezembro de 1952, sendo por isso considerado como um dos mais antigos na região do Algarve. Durante o período da ditadura militar, o jornal publicou vários textos onde se defendia o desenvolvimento do Algarve em termos de ensino, saúde e qualidade de vida, além de uma maior independência em relação a outras regiões do país, sendo considerado como uma importante fonte de informações sobre a evolução do concelho durante aquele período.
Em 2023 foi comemorado o 70º aniversário do jornal com várias iniciativas, incluindo o lançamento do livro D’Alma e Coração, publicado pela Arandis Editora, onde foram compilados poemas e versos populares.

### Prisma de Cristal
Entre 16 de Outubro de 1956 e 15 de Fevereiro de 1959 o jornal incluiu o suplemento literário Prisma de Cristal, criado pelo poeta Casimiro de Brito, e que foi um dos mais antigos suplementos deste tipo na imprensa portuguesa. No Prisma de Cristal foram publicados textos de autores nacionais, com destaque para o Algarve, espanhóis, africanos e brasileiros, tendo sido a origem de um importanto movimento literário nos finais do século XX, no âmbito do qual surgiram grandes nomes da literatura nacional. Entre os seus colaboradores encontraram-se António Ramos Rosa, Emiliano da Costa, Fernando Midões, Afonso Cautela, Maria Rosa Colaço, Eduardo Olímpio e António Cabral. Em Setembro de 2021 foi lançada uma edição fac-similada do suplemento, pela editora louletana Sul, Sol e Sal.